# Ben Collins
Ben Collins, anteriormente ingeniero de la NASA, fue líder del Proyecto Debian desde abril de 2001 a abril de 2002. Bdale Garbee fue quien lo sucedió en el cargo. 
Collins actualmente trabaja para Canonical Ltd, como líder del equipo relacionado al núcleo Linux, para Ubuntu. Actualmente trabaja para BlueCherry como programador del núcleo Linux para sus tarjetas de codificador MPEG.